# Bobor Károly
Hajniki Bobor Károly (Romhány, 1792. december 10. – Nagyszentmiklós, 1877. szeptember 27.) Torontál megye rendes főorvosa és táblabírája. 

## Élete
1816-ban szerzett orvosi diplomát a pesti egyetemen, 1817-ben szülővárosában közszolgálatba lépett. 1820-ban Nagybecskerekre költözött. Jól értett a gyógynövények gyűjtéséhez, osztályozásához, szárításához és tárolásához. 1831, 1836 és 1848–49-ben is részt vett a kolerajárvány letörésében. Mint megyei főorvos, állandó ispotályt hozott létre Nagybecskereken és később Nagyszentmiklóson is.

## Műve
- Dissertatio inaug. medica de febre puerperali. Pestini, 1816